# Øvre Telemark

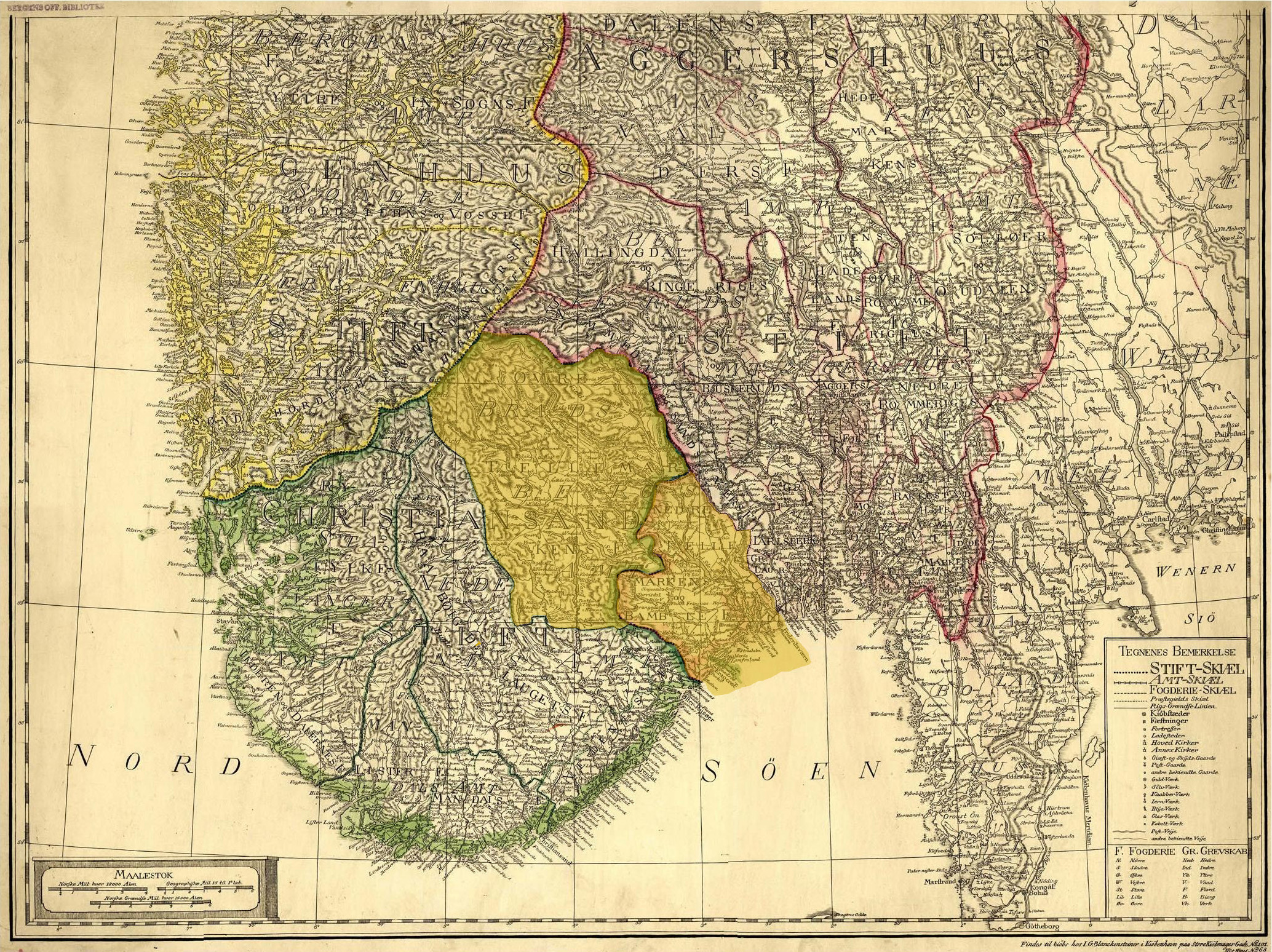
Bradsberg (heute Telemark genannt) in Norwegen mit Ober- und Niedertelemark

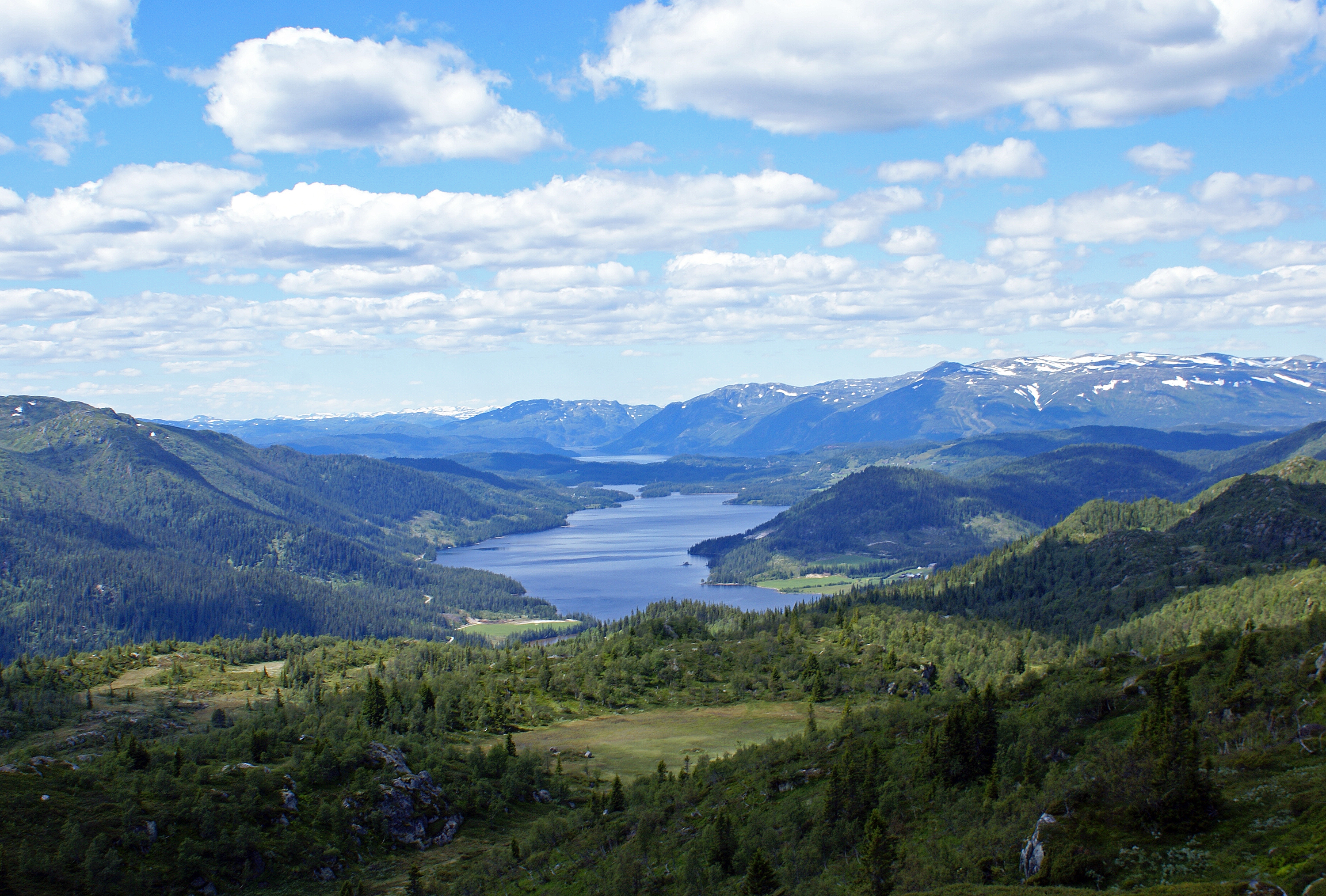
Landschaft in Vinje

Øvre Telemark (dt. „Obertelemark“), historisch Telemark oder Skattlandet genannt, ist eine Landschaft in Norwegen. Sie umfasst den größeren, nordwestlichen Teil der größeren modernen Landschaft Telemark (historisch Bradsberg bzw. Bratsberg genannt), d. h. traditionell die Gemeinden Vinje, Tokke, Seljord, Fyresdal, Kviteseid, Nissedal, Tinn und Hjartdal, heute häufig auch Midt-Telemark und Nome. Traditionell gehören mehr als zwei Drittel Telemarks (über 10.000 km²) zu Øvre Telemark. Entsprechend einer neueren Definition umfasst Øvre Telemark mehr als 80 % der Areale Telemarks oder mehr als 12.000 km². Der Name Telemark setzt sich aus dem altnordischen Þilir und mǫrk zusammen und bedeutet die „Mark der Þilir“; die Þilir war der alte nordgermanische Stamm, der in der Völkerwanderungszeit und in der Wikingerzeit das heutige Øvre Telemark bewohnte.
Øvre Telemark hat ein vielfältiges und oft malerisches Landschaftsbild mit vielen Bergen, Tälern und Seen. Øvre Telemark ist auch für seine kulturellen Traditionen bekannt. Die Dialekte in Øvre Telemark gehören zu denjenigen norwegischen Mundarten, die am meisten Spuren des Altnordischen erhalten haben.
Während Nedre Telemark („Niedertelemark“) zur Küste hin traditionell von den Bürgern der Städte dominiert wurde, war Øvre Telemark seit Jahrhunderten von einer „Beamtenaristokratie“ dominiert.